# Crypthelia curvata
Crypthelia curvata is een hydroïdpoliep uit de familie Stylasteridae. De poliep komt uit het geslacht Crypthelia. Crypthelia curvata werd in 1991 voor het eerst wetenschappelijk beschreven door Cairns. 